# 촨메이 대학역
촨메이 대학역(중국어: 传媒大学站, 병음: chuánméi Dàxué Zhàn, 영어: Communication University of China Station)은 베이징 지하철 바퉁선의 전철역이다.

## 개요
촨메이 대학역은 2003년 12월 27일에 개업하였으며, 역 번호는 BT04번이다. 차오양구 방지정(梆子井)의 징퉁 쾌속로 중간에 위치해 있으며, 역명은 인근의 중국전매대학(中国传媒大学)에서 비롯되었다. 촨메이 대학역은 바퉁선에서 가장 이용객이 많은 역이다.
촨메이 대학역은 초기에는 딩푸좡역(定福庄站)이라고 불리었다가, 인근의 베이징광파학원(北京广播学院)의 이름을 따서 광파학원역(广播学院站)으로 개명되었다가, 2007년 4월 베이징광파학원이 중국전매대학으로 개명하면서 현재의 역명으로 바뀌었다.

## 약 구조

### 층별 구조

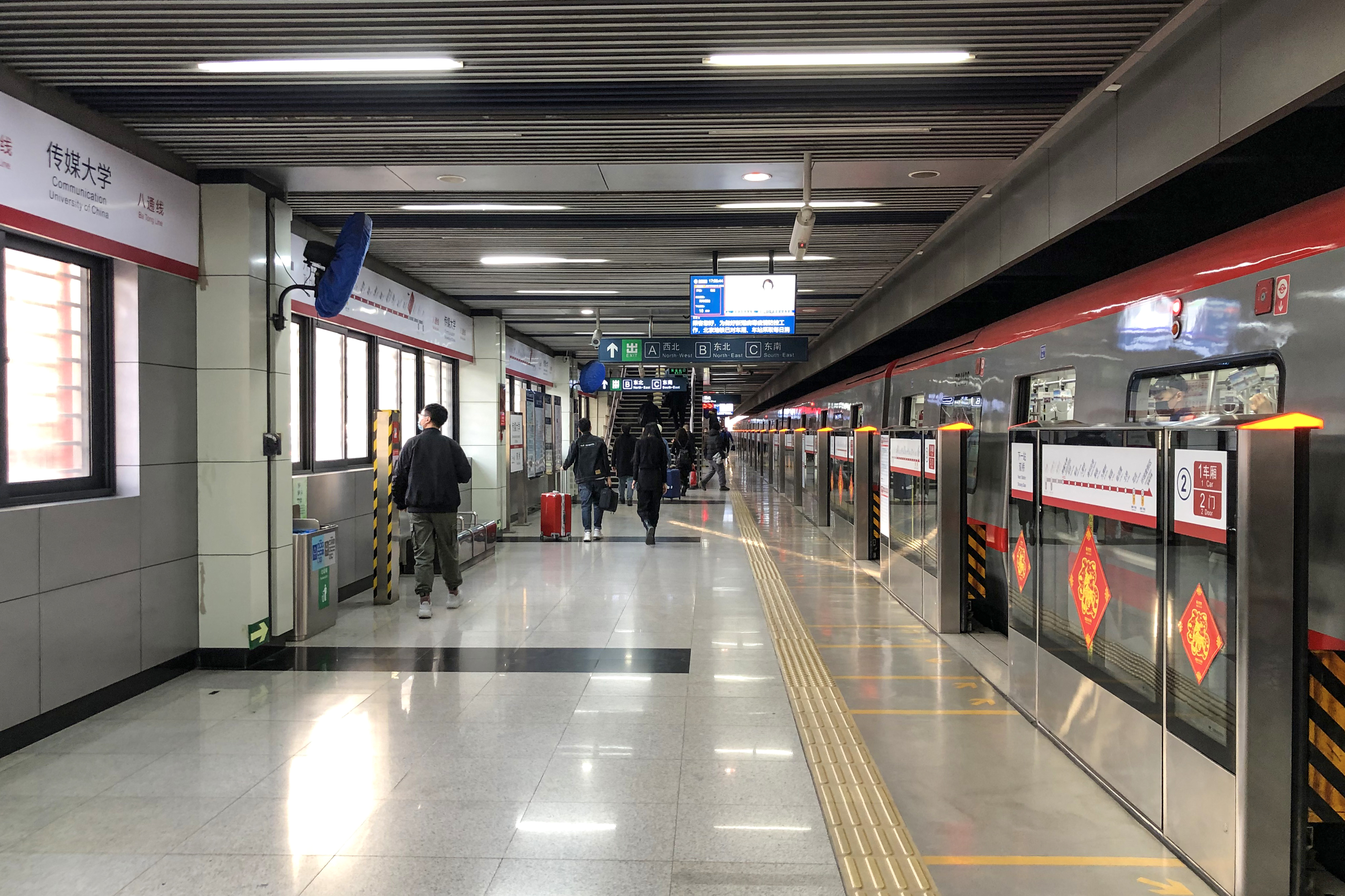
동행 승강장 (2021년 2월)

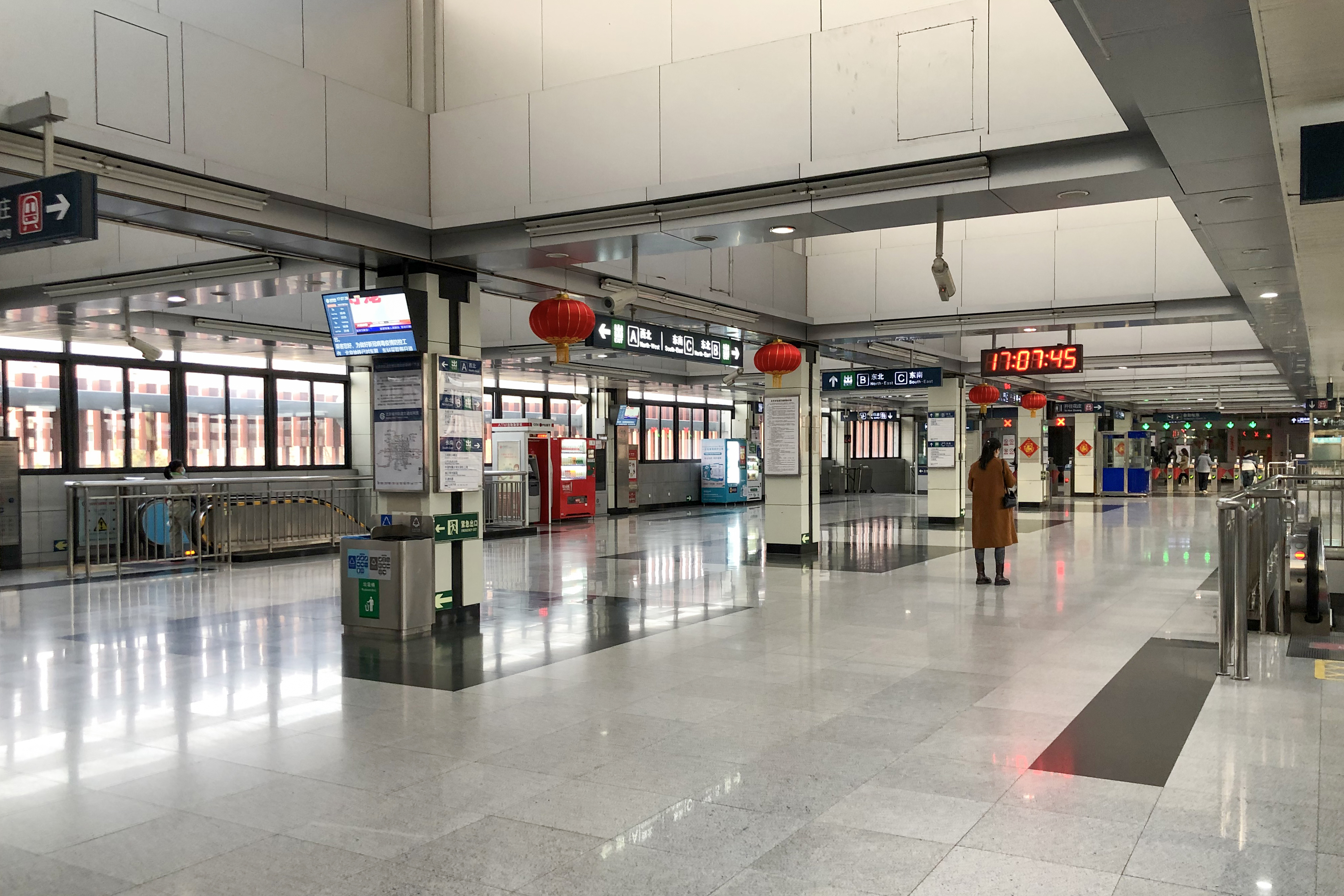
대합실 (2021년 2월)

| 2층        | 대합실                              | 출구, 고객 센터, 자동 발매기, 개집표기    |
| 1층 승강장 | 상대식 승강장, 오른쪽 출입문이 열림 | 상대식 승강장, 오른쪽 출입문이 열림       |
| 1층 승강장 | ←                                   | ■ 바퉁선 핑궈위안(1호선) 방면(가오베이뎬) |
| 1층 승강장 | →                                   | ■ 바퉁선 유니버설리조트 방면(솽차오)      |
| 1층 승강장 | 상대식 승강장, 오른쪽 출입문이 열림 |                                           |

### 시설
촨메이 대학역은 베이징 지하철역 중 장애인 견인차(残疾人牵引车)가 설치된 몇 안 되는 지하철역다.
촨메이 대학역에는 출구에서 대합실과 바로 연결되는 엘리베이터 2대가 있다.

## 역세권 정보
촨메이 대학역은 징퉁 쾌속로의 분리대 중앙에 위치하고 있으며, 보조 도로는 젠궈로(建国路)이다. 역 주변에는 중국전매대학과 베이징 제2외국어학원이 있다.

## 인접한 역
| 베이징 지하철 바퉁선        | 베이징 지하철 바퉁선 | 베이징 지하철 바퉁선            |
| --------------------------- | -------------------- | ------------------------------- |
| BT03 가오베이뎬 쓰후이 방면 | 베이징 지하철 바퉁선 | BT05 솽차오 유니버설리조트 방면 |